# 教行寺 (奈良市)

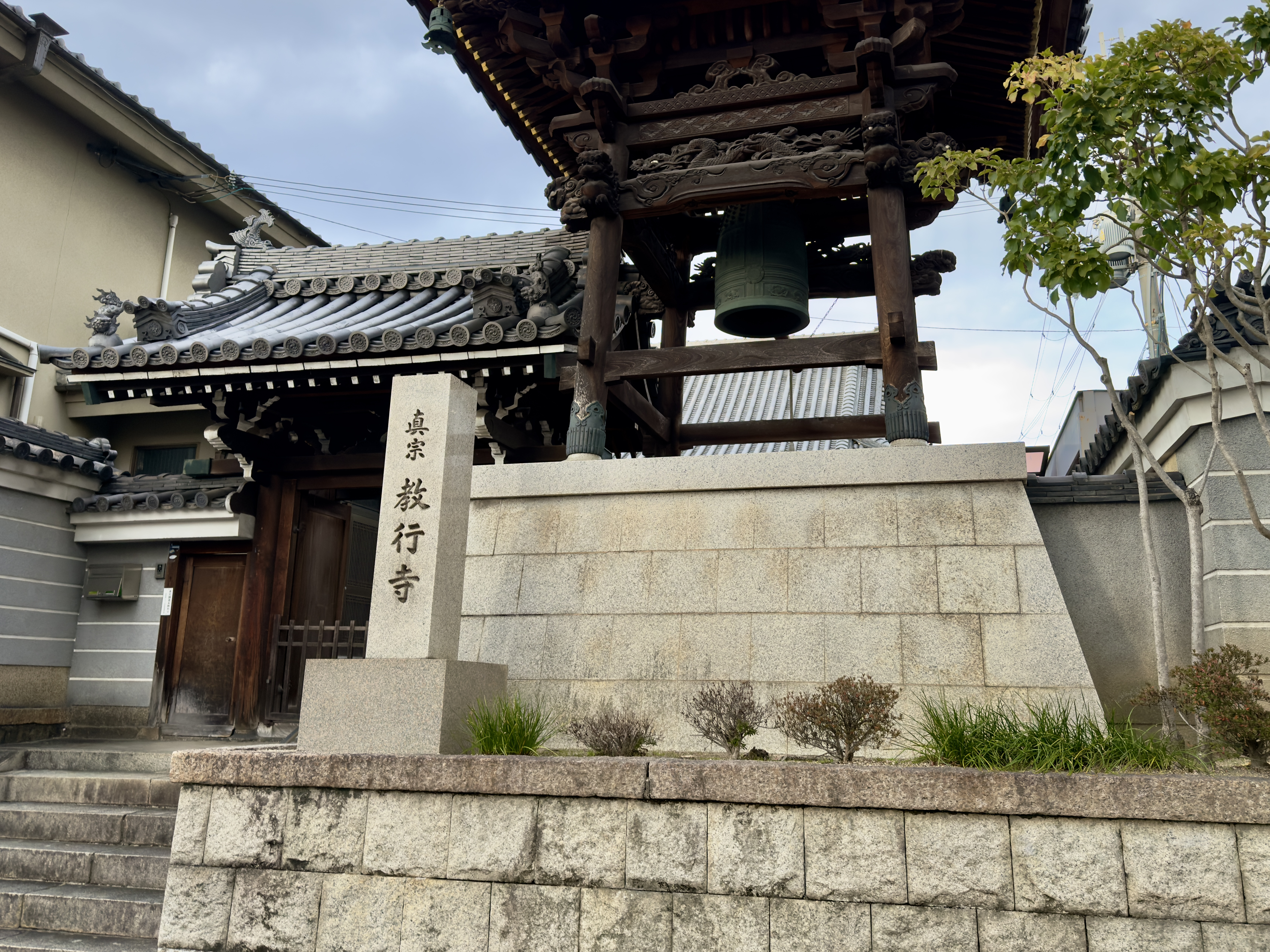

教行寺（きょうぎょうじ）は、日本の奈良市油阪町に位置する浄土真宗 真宗大谷派の寺である。近鉄奈良駅から最も近い仏教寺院であり、源信僧都御制作と伝わる乾漆造の阿弥陀如来立像を本尊とする。

## 交通
- 近鉄奈良線 近鉄奈良駅より徒歩5分。
- JR西日本 奈良駅より徒歩10分。
- 参詣者用駐車場あり（7台）